# Auktion
Auktion er et offentligt salg til højstbydende. Auktioner benyttes til salg af f.eks. kunstgenstande, antikviteter, fuldblodsheste og biler. En autoriseret auktionsholder er ansvarlig for forløbet.
Der findes flere typer af auktioner.
- Den traditionelle auktion, hvor en auktionarius modtager bud fra budgivere i et auktionslokale eller i en telefon. I dagene inden auktionen afholdes et eftersyn, og der trykkes et auktionskatalog.
- Online-auktionen, hvor bud kun kan afgives elektronisk. Ved en online auktion trykkes intet katalog, og eftersynet foregår under auktionen, der typisk strækker sig over en uge.
- Laveste unikke bud auktion er en auktion, hvor den som opnår det laveste unikke bud vinder auktionen. For at opnå et unikt bud kræver det ganske enkelt at man er den eneste som har det bud, og det laveste siger sig selv. Der findes mange udbydere af denne type auktioner, og de fleste steder vil man have muligheden for at vinde en række auktioner meget billigt.

De online auktioner deles i dem, der som de traditionelle auktioner baserer sig på kommisionssalg fra en rekvirent, og dem, der ikke inddrager en mellemmand, men er en direkte handel imellem køber og sælger. Ved kommisonssalg vurderes en indleveret effekt af en vurderingsekspert. Ved en direkte handel mellem køber og sælger bliver effekten ikke vurderet. QXL og Ebay er eksempler på auktioner, hvor der handles direkte imellem køber og sælger.
Ved køb og salg på auktion betales et salær til auktionsfirmaet. Salæret beregnes som en procentdel af hammerslagssummen. Moms betales af hammerslagspris og salær.
Mange traditionelle auktionsfirmaer er siden årtusindskiftet helt eller delvist blevet online auktioner.